# Kevin Strickland
Kevin Strickland (7 giugno 1959) è un ex ergastolano statunitense condannato ingiustamente per triplice omicidio nel 1979; è stato liberato nel 2021 dopo oltre 42 anni di carcere; la sua è la detenzione ingiusta più lunga della storia del Missouri e una delle più lunghe in tutta la storia degli USA.

## Biografia
Il 25 aprile 1978 venne compiuta una rapina in una casa di Kansas City nel Missouri da quattro individui nella quale morirono tre persone (Sherrie Black, 22 anni, Larry Ingram, 21, e John Walker, 20) mentre una quarta, Cynthia Douglas, rimase solo ferita riuscendo a salvarsi fingendosi morta. Il giorno seguente Strickland venne arrestato a seguito di una segnalazione e venne riconosciuto come uno dei responsabili dalla ragazza sopravvissuta (successivamente però affermò di aver subìto pressioni da parte della polizia per indicare Strickland come uno dei colpevoli). Strickland si è sempre proclamato innocente sostenendo che la sera del delitto era a casa con la sua famiglia, la quale confermò la sua versione. Durante le indagini non vennero trovate prove che dimostrassero la sua partecipazione alla rapina e, inoltre, le altre persone incriminate per la rapina negarono che lui ne avesse preso parte. Nel giugno 1979 fu ritenuto colpevole da una giuria composta solo da persone bianche e condannato all'ergastolo senza la possibilità di chiedere la libertà condizionale prima di 50 anni.
Anni dopo il processo, l'unica testimone ritrattò la testimonianza presso una associazione che si occupa di dare assistenza legale alle persone che si ritengono condannate ingiustamente, ma morì prima di renderla ufficiale.
Nel 2020, grazie a modifiche legislative, il caso è stato riesaminato per i dubbi sulle prove e sulle testimonianze che avevano portato alla condanna e, inoltre, grazie a nuovi esami delle impronte digitali si arrivò alla conclusione che, fra le decine di impronte presenti sul luogo del delitto, non ce ne erano di riconducibili a quelle di Strickland. Il 23 novembre Kevin Strickland è stato scarcerato.
Nonostante sia stato accertato l'errore giudiziario, la legislazione del Missouri non prevede la possibilità di risarcimenti (questi sono previsti solo per i prigionieri condannati attraverso prove del DNA, non a causa di testimonianze oculari). Grazie a una raccolta fondi gestita dai suoi avvocati, sono stati raccolti circa 1,5 milioni di dollari provenienti da donazioni di privati cittadini.